# Lingua creola della Guinea-Bissau
Il creolo della Guinea-Bissau o kriol è una lingua creola derivante dal portoghese, parlata in Guinea-Bissau e nel sud del Senegal.

## Storia
Le lingue creole della Guinea settentrionale, originatesi da Capo Verde, sono i creoli più antichi conosciuti il cui lessico deriva in gran parte dal portoghese.
Dopo l'indipendenza del Senegal dalla Francia, la popolazione creola fu vista come amica dei francesi e iniziò a subire discriminazioni da parte della più numerosa comunità di lingua wolof del nord. Questo ha portato la regione senegalese della Casamance a lottare per l'indipendenza dal 1982. Oggi, sebbene la lotta continui, il movimento è più pacifico e l'apprendimento del portoghese e l'uso del kriol sono popolari in Casamance poiché vengono visti come un legame con il passato.

## Diffusione
Esistono tre principali varianti dialettali del kriol in Guinea-Bissau e in Senegal: quella di Bissau e Bolama, quella di Bafatá e quella della Casamance.
Il dialetto di influenza portoghese della Casamance, noto come creolo portoguis o creolo della Casamance, simile a quello di Cacheu (Guinea-Bissau), presenta alcune influenze francesi.